# Riverwood
Riverwood är en inkorporerad ort i Jefferson County i Kentucky. Vid 2020 års folkräkning hade Riverwood 492 invånare.